# Saint-Appolinaire
Saint-Appolinaire este o comună în departamentul Rhône din sud-estul Franței. În 2009 avea o populație de 159 de locuitori.

## Evoluția populației
| An        | 1975 | 1982 | 1990 | 1999 | 2006 | 2009 |
| --------- | ---- | ---- | ---- | ---- | ---- | ---- |
| Populație | 102  | 104  | 101  | 110  | 146  | 159  |